# Séminaire Saint-Magloire

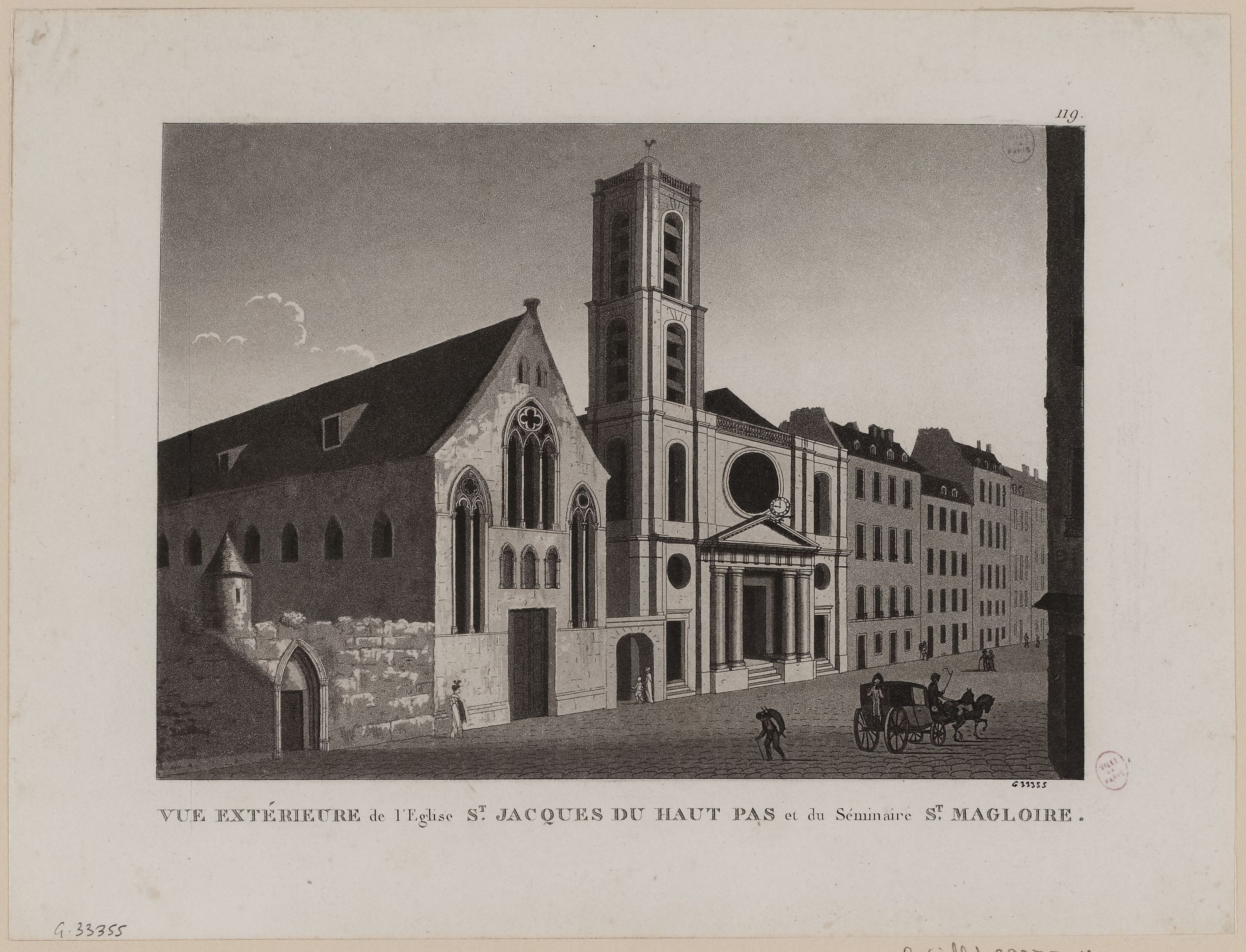
Vue du Séminaire St Magloire à côté de l'église St-Jacques-du-Haut-Pas.

Le séminaire Saint-Magloire est un séminaire parisien fondé en 1618 par les Oratoriens à l'initiative de l'évêque de Paris Henri de Gondi. Seul séminaire de Paris au XVIIe siècle, il a formé des générations de prêtres et de laïcs et a été considéré comme une pépinière de futurs évêques. Au XVIIIe siècle, il est connu comme un foyer actif de jansénisme. Le séminaire de Saint-Magloire devient pendant la Révolution française le séminaire constitutionnel de Paris.
Le séminaire a été installé dans l'ancienne abbaye Saint-Magloire, près de l'église Saint-Jacques-du-Haut-Pas dans le quartier du Faubourg Saint-Jacques à Paris (aujourd'hui 5e arrondissement).

## Un des premiers séminaires français
Le séminaire Saint-Magloire a été fondé par des lettres patentes de Louis XIII en 1618 et confié à la Société de l'oratoire de Jésus à  l'initiative de l'évêque de Paris Henri de Gondi. C'est au XVIIe siècle le seul séminaire de Paris, où vont se former des jeunes gens cultivés et aisés. L'accent est mis sur la qualité des conférences et la formation liturgique. Le séminaire prend son véritable essor en 1641 avec son deuxième supérieur, François Bourgoing, qui se place dans la lignée du cardinal de Richelieu.

## Un séminaire marqué par le jansénisme
Du fait de sa situation au cœur du Paris janséniste au tournant du XVIIe et du XVIIIe siècle, ainsi que par son affiliation à la Congrégation de l'Oratoire, le séminaire Saint-Magloire est fortement marqué par l'augustinisme reproché aux jansénistes. Beaucoup d'ecclésiastiques enseignant à Saint-Magloire sont proches du jansénisme et appelants après la Bulle Unigenitus de 1713, comme Jacques Joseph Duguet, le diacre François de Pâris, Jacques Jubé, Vivien Laborde (supérieur du séminaire à partir de 1708), etc. Une part du clergé du séminaire verse également dans le figurisme.

## Un séminaire constitutionnel
Lorsque l'Église constitutionnelle est établie en France pendant la Révolution française, le séminaire de Saint-Magloire est choisi par l'évêque de Paris Jean-Baptiste Gobel comme séminaire de formation des prêtres constitutionnels en 1791, mais ce séminaire peine à fonctionner. C'est alors que la loi des 21 et 29 juillet 1791 établie l'Institut national de jeunes sourds de Paris à l'emplacement du séminaire,.

## Liste des recteurs du séminaire Saint-Magloire
Liste non exhaustive
- Charles de Condren 1624 – 1625
- François Bourgoing 1641 – 1662
- Jean-François Senault 1662 – 1672
- Vivien Laborde 1708 – 1724
- Jean-François Mandar 1789 – 1790